# Distrito de Jesús (Cajamarca)
El distrito de Jesús es uno de los doce que conforman la provincia de Cajamarca  ubicada en el departamento de Cajamarca en el Norte del Perú.
Desde el punto de vista jerárquico de la Iglesia católica forma parte de la diócesis de Cajamarca la cual, a su vez, pertenece a la arquidiócesis de Trujillo.

## Autoridades

### Municipales
- 2023-2026[3]
  - Alcalde: Augusto Jhon Smith Ñontol Chichipe, del Partido Podemos Perú.
  - Regidores:

  1. Sandy Stefany Azañero Camacho (Partido Podemos Perú)
  2. Hermes Micha Sánchez (Partido Podemos Perú)
  3. Lilia Alexandra Bazán Carmona (Partido Podemos Perú)
  4. Gilver Antonio Aldave Vargas (Partido Podemos Perú)
  5. Luis Gilmer Goicochea Mercado (Frente Esperanza)

Alcaldes anteriores
- 2019-2022: Marco Antonio Ruiz Ortiz, de Frente Regional de Cajamarca
- 2015-2018:[4] César Augusto Plasencia Fernández, del Movimiento de Afirmación Social (MAS).
- 2011-2014: Víctor Manuel Cerna Vásquez
- 2007-2010: Marco Antonio Ruiz Ortiz

## Festividades
- Enero: Dulce Nombre de JesúsSolo celebra  la comunidad  católica
- Las Pascuas 22-04 hasta el 30-de abril
- Noviembre: Todos los Santos
- Noviembre: Festi-cuy Jesús